# الناحية المركزية (القابندية)
 ناحية مركز القابندي  (بالفارسية: بخش مركزى شهرستان گاوبندى (پارسيان) )، إحدى النواحي التابعة لمدينة القابندية في محافظة هرمزغان في جنوب إيران.

## السكان
يبلغ عدد سكان « البلدة المركزية القابندية » (بخش مركزى شهرستان گاوبندى (پارسيان)) 18299 نسمة حسب تعداد السكان لعام 2006 للميلاد.

## حدود البناحية المركزية القابندية
حدود الناحية: من الشمال ناحية جناح وجبل الأبيض وناحية كوخرد، ومن الجنوب مياه الخليج، ومن الغرب ناحية كوشكنار، ومن الشرق تنتهي به ناحية شيبكوه. تتبع هذه الناحية حوالي 20 قرية صغيرة وكبيرة.